# Bruno Martino
Pour les articles homonymes, voir Martino.
Bruno Martino, né à Rome le 11 novembre 1925 et mort dans la même ville le 12 juin 2000, est un compositeur, chanteur et pianiste de jazz et pop italien actif de 1944 à 2000.

## Biographie
Bruno Martino commence sa carrière musicale en 1944, lorsqu'il entre comme jeune pianiste dans l'orchestre symphonique radiophonique de la station de radiodiffusion Rai et se produit avec des groupes de jazz locaux. Surtout populaire entre les années 1950 et 1970, il passe sur les radios européennes et joue dans des orchestres de club de nuit,.
Dans les années qui suivent, il connaît le succès à l'étranger, principalement en Europe du Nord, expérimentant un genre original, mélange de jazz, de chansons napolitaines et de ses compositions. De retour en Italie en 1958, il compose des chansons pour Caterina Valente, Renato Rascel et Wilma De Angelis. Il crée un groupe, le Quintetto Bruno Martino, formé par Ole Jorgensen  à la batterie, Carlo Pes à la guitare, Luciano Ventura à la contrebasse, Bruno Brighetti aux trompettes, vibraphone, trombone et accordéon.
Son premier succès est Kiss me kiss me, lancé dans l'émission de télévision Ritmi d'oggi réalisée par Enzo Trapani, suivi par des chansons qui sont devenues célèbres comme Nel duemila, E la chiamano estate, Jessica, Sabato sera et surtout Estate devenu succès international.
De nombreux musiciens de jazz du monde entier ont interprété Estate, une chanson portée à l'attention internationale par le chanteur-guitariste brésilien João Gilberto, qui l'a découverte lors d'une tournée italienne et l'a réarrangée dans une version bossa nova et en a fait un standard. Parmi ses versions les plus célèbres figurent celles de Chet Baker, Helen Merrill, Toots Thielemans, Michel Petrucciani, Claude Nougaro, Mike Stern et  Shirley Horn.
Sa chanson Dracula Cha Cha Cha figure dans l'album Italian Graffiti (1960/1961). Elle est reprise dans la bande sonore du film de Quinze jours ailleurs de Vincente Minnelli (1962) et est reprise en français par Henri Salvador. Elle a inspiré le titre du roman Dracula Cha Cha Cha de Kim Newman  (1998), dont l'action se déroule à Rome en 1959.
En 1961, il a participé au Festival de Sanremo avec la chanson A.A.A. Adorabile cercasi avec Jula De Palma, n'atteignant pas la finale.
Après la fin des années 1970, sa carrière ralentit. En août et septembre 1979, il dirige le programme en quatre parties Ottantotto tasti e una voce avec le pianiste Enrico Simonetti, dirigé par Gian Maria Tabarelli. En 1991, il participe à des épisodes de l'émission de radio Radio anch'io, qui a également été diffusée à la télévision. En juin 1993, il participe au programme Noi maggiorenni dirigé par Gianni Minà, dans lequel il se produit au piano.
Du 9 au 28 novembre 1993, il donne vingt concerts au piano avec Umberto Bindi au Teatro Flaiano de Rome.
Du mariage avec Anna Innocenzi, Bruno Martino a deux enfants, Walter et Gloria. Il s'est remarié en secondes noces avec Fiorelisa Calcagno.
Bruno Martino est mort d'une crise cardiaque à Rome, sa ville natale, le 12 juin 2000.

## Discographie partielle

### EP
- 1959 : Che me' 'mparato a ffa'/Hasta la vista señora/Il mugiko/Chi balla il calypso, La voce del padrone, 7 EMQ 182.
- 1959 : Le canzoni del terrore, La voce del padrone, 7E MQ 139, 21/7/1959.
- 1959 : Perry como sorride e fa, Nel duemila, Kiss me, kiss me, Chianu chiano, La voz de su amo, 7ERL 1303.
- 1960 : Mustaphà, Al fuoco, Bella Roma, Auguri, La voce del padrone, 7E-MQ168.
- 1961 : A.A.A.Adorabile cercasi, Al di là, Patatina, Libellule, La voce del padrone, 7E-MQ202)
- 1961 : Estate, Fermati, Grazie settembre, Ed è subito sera, La voce del padrone, 7EMQ 208.
- 1962 : Paperon De' Paperoni, Bacco tabacco e Venere, Borsa cha cha cha, Poco pelo, La voce del padrone, 7EMQ 236.
- 1989 :  Amare qualche volta , Sorridi, Semplice, Notte blu, Ariston Records, ARQD/051.

### 45 tours
- 1959 : Nel duemila/Kiss Me Kiss Me, La voce del padrone, 7MQ 1170.
- 1959 : I love you bambina/Sometimes A Heart Goes Astray, La voce del padrone, 7MQ 1253.
- 1959 : È musica/Se tu mi lascerai, La voce del padrone, 7MQ 1254.
- 1959 : Dracula cha cha /Ho sognato d'amarti, La voce del padrone, 7MQ 1271.
- 1959 : Ho due biglietti per la luna/Occhio ai Marziani, La voce del padrone, 7MQ 1280.
- 1959 : Quando Ascolto Nat King Cole/Al fuoco!, La voce del padrone, 7MQ 1297.
- 1959 : Por Dos Besos/Marina, La voce del padrone, 7MQ 1356.
- 1960 : Estate, Ed è subito sera, La voce del padrone, 7MQ 1443.
- 1960 : Estate Estate, Brr... che freddo!, La voce del padrone, 7MQ 1461.
- 1960 : Grazie settembre/Fermati, La voce del padrone, 7MQ 1480.
- 1961 : Non sei mai stata così bella/Preludio a un addio, La voce del padrone, 7MQ 1556.
- 1961 : Saprò aspettarti / Dipingo le nuvole, La voce del padrone, 7MQ 1607.
- 1962 : Borsa cha cha cha / Non capisco la domenica, La voce del padrone, 7MQ 1699.
- 1962 : La notte, Ad occhi chiusi, La voce del padrone, 7MQ 1700.
- 1962 : Rimpiangerai, Quando vorrai, La voce del padrone, 7MQ 1710.
- 1962 : It's the madison time, Holly golly madison, La voce del padrone, 7MQ 1746.
- 1962 : Madame twist, Bacco, tabacco e Venere, La voce del padrone, 7MQ 1749.
- 1962 : Bi-di bi-di / Precipitevolissimevolmente, La voce del padrone, 7MQ 1770.
- 1963 : Tu soltanto tu / Adios Brazil, La voce del padrone, 7MQ 1813.
- 1963 : Pepetè Tamuré / Roma nun fa la stupida, La voce del padrone, 7MQ 1814.
- 1963 : La vela bianca / O barquinho, La voce del padrone, 7MQ 1815.
- 1963 : Cos'hai trovato in lui / Forse, La voce del padrone, 7MQ 1816.
- 1963 : I ladri / C'incontreremo a Modena, La voce del padrone, 7MQ 1842.
- 1964 : Un colpo di vento / Che cosa c'è, La voce del padrone, 7MQ 1874.
- 1964 : Vuoi ballare il surf / Balliamo il surf, La voce del padrone, 7MQ 1883.
- 1964 : Quando tu / Se mi vuoi, La voce del padrone, 7MQ 1885.
- 1964 : Ciao notte /  Non m'importa di niente, La voce del padrone, 7MQ 1890.
- 1965 : Amavo solo te / Il cuore a San Francisco, La voce del padrone, 7MQ 1960.
- 1965 : Baciami per domani / Fai male, Ariston, AR/037.
- 1965 : Ci rivedremo / Giorni di sole / 6x6=36, Ariston, AR/039.
- 1965 : E la chiamano estate / La ragazza di Ipanema, Ariston, AR 081/082.
- 1966 : Prova a darmi un bacio/ Mai e poi mai, Ariston, AR/0144.
- 1967 : Che cosa sei di bello / E non sbattere la porta, Ariston, AR/0215.
- 1968 : Che sarà di noi / Quando un giorno , Ariston, AR/0272.
- 1969 : Cerco un amore per l'estate / Sonia , Ariston, AR0277.
- 1973 : Raccontami di te / Ora che te ne vai, Ariston, AR0615.
- 1974 : Ma come mai stasera / Jennifer, Ariston, AR/0636.
- 1977 : Una calda serata d'estate / Pomeriggio d'agosto , Ariston, AR00782.
- 1978 : T'aspetterò / Che peccato

### 33 tours
- 1959 : I grandi successi di Bruno Martino, La voce del padrone, QELP 8012.
- 1960 : Nuovi successi, Musica Surf italiana, HMV QELP 8022.
- 1963 : Bruno Martino, La voce del padrone, QELP 8074.
- 1964 : Bruno Martino con orchestra, La voce del padrone, QELP 8114.
- 1969 : Sabato sera, Ariston, AR/LP/10024.
- 1970 : The Best of Bruno Martino, Emidisc, LP/50412.
- 1972 : Ieri, oggi e sempre con Bruno Martino, Ariston, AR/LP/12070.
- 1972 : Ieri oggi e sempre, Ariston, AR/LP/12070.
- 1975 : I love you, AR/LP/12263.
- 1977 : In the night, Ariston, Oxford OX/3052.
- 1978 : Night games , Ariston, AR/LP/12337.
- 1980 : Il pianoforte e tu, Ariston.
- 1981 : Starai bene con me, Ariston, AR/LP/12389.
- 1983 : Inconfutabilmente mia, Ariston, ARLP/12403.
- 1986 : Innamorarsi mai, Ariston, QALP/6.